# Gadsden (Alabama)
Gadsden – miasto w Stanach Zjednoczonych, w północno-wschodniej części stanu Alabama, siedziba administracyjna hrabstwa Etowah, u podnóża Appalachów, nad rzeką Coosa (górny bieg rzeki Alabama). Według spisu w 2020 roku liczy 34 tys. mieszkańców, oraz 103,4 tys. w obszarze metropolitalnym.

## Gospodarka
W mieście rozwinął się przemysł chemiczny, odzieżowy, maszynowy oraz hutniczy.

## Demografia
Według danych z 2020 roku, Gadsden jest najbardziej ewangelikalnym miastem w USA, wśród aglomeracji liczących ponad 100 tys. mieszkańców – 64,5% populacji jest członkami kościołów ewangelikalnych, w większości baptystów. Ponadto w mieście zauważalni są katolicy (4,9%), metodyści (4,2%), afroamerykańscy baptyści (4%), mormoni (1,2%), świadkowie Jehowy (0,68%), anglikanie (0,6%) i muzułmanie (0,36%).